# Поплар (Монтана)
Поплар (англ. Poplar) — місто (англ. town) в США, в окрузі Рузвельт штату Монтана. Населення — 758 осіб (2020).

## Географія
Поплар розташований за координатами 48°6′38″ пн. ш. 105°11′48″ зх. д. / 48.11056° пн. ш. 105.19667° зх. д. (48.110490, -105.196715).  За даними Бюро перепису населення США в 2010 році місто мало площу 0,72 км², уся площа — суходіл.

## Демографія
Згідно з переписом 2010 року, у місті мешкало 810 осіб у 313 домогосподарствах у складі 196 родин. Густота населення становила 1130 осіб/км².  Було 352 помешкання (491/км²).
Расовий склад населення:
| - 71,4 % — корінних американців - 25,2 % — білих - 0,2 % — азіатів |

До двох чи більше рас належало 3,1 %. Частка іспаномовних становила 0,6 % від усіх жителів.
За віковим діапазоном населення розподілялося таким чином: 30,7 % — особи молодші 18 років, 60,9 % — особи у віці 18—64 років, 8,4 % — особи у віці 65 років та старші. Медіана віку мешканця становила 31,2 року. На 100 осіб жіночої статі у місті припадало 101,0 чоловіків;  на 100 жінок у віці від 18 років та старших — 93,4 чоловіків також старших 18 років.
Середній дохід на одне домашнє господарство  становив 49 434 долари США (медіана — 28 750), а середній дохід на одну сім'ю — 71 441 долар (медіана — 43 750). За межею бідності перебувало 30,7 % осіб, у тому числі 37,9 % дітей у віці до 18 років та 25,0 % осіб у віці 65 років та старших.
Цивільне працевлаштоване населення становило 262 особи. Основні галузі зайнятості: освіта, охорона здоров'я та соціальна допомога — 38,5 %, публічна адміністрація — 15,3 %, будівництво — 11,1 %, роздрібна торгівля — 8,0 %.